# Subterranean Jungle
Subterranean Jungle è il settimo album in studio del gruppo punk Ramones, pubblicato nel 1983 da Sire Records.
È stato ripubblicato nel 2002 dalla Rhino Records.
La traccia Time Bomb segna il debutto di Dee Dee come cantante (in precedenza aveva cantato parti di Today Your Love, Tomorrow the World e 53rd & 3rd, presenti nel primo disco). Alla voce del bassista è affidato anche il bridge della terza traccia, Outsider.
Durante la produzione di questo album, Marky Ramone venne allontanato dal gruppo a causa dei suoi problemi di alcolismo
Verrà sostituito da Richie Ramone.
I Green Day hanno registrato una cover del brano Outsider nell'album tributo ai Ramones We're a Happy Family ed è stata anche pubblicata sul loro album Shenanigans. Psycho Therapy è stata registrata dagli Skid Row come parte del loro album B-Side Ourselves.

## Tracce
1. Little Bit o'Soul - 2:43 - (Carter/Lewis)
2. I Need Your Love - 3:08 - (Bobby Dee Waxman)
3. Outsider - 2:10 - (Dee Dee Ramone)
4. What'D Ya Do? - 2:23 - (Joey Ramone)
5. Highest Trails Above - 2:09 - (Dee Dee Ramone)
6. Somebody like Me - 2:32 - (Dee Dee Ramone)
7. Psycho Therapy - 2:35 - (Dee Dee Ramone/Johnny Ramone)
8. Time Has Come Today - 4:24 - (Willie Chambers/Joseph Chambers)
9. My-My Kind of a Girl - 3:31 - (Joey Ramone)
10. In the Park - 2:36 - (Dee Dee Ramone)
11. Time Bomb - 2:08 - (Dee Dee Ramone)
12. Everytime I Eat Vegetables It Makes Me Think of You - 3:12 - (Joey Ramone)

## Formazione
- Joey Ramone - voce
- Johnny Ramone - chitarra
- Dee Dee Ramone - basso e voce d'accompagnamento, voce in Time Bomb
- Marky Ramone - batteria